# Edithea floribunda
Edithea floribunda är en måreväxtart som beskrevs av Paul Carpenter Standley. Edithea floribunda ingår i släktet Edithea och familjen måreväxter.

## Underarter
Arten delas in i följande underarter:
- E. f. floribunda
- E. f. leuconeura